# Escopofobia
Escopofobia é o medo irracional de ser observado.
O termo é utilizado pelo menos desde 1906, conforme descrição de uma revista da época:

"Há o medo e o pudor de ser visto, como pode ser constatado em sanatórios (…) Definimos isto como escopofobia — o temor mórbido de ser observado. Em menor grau, é um pudor mórbido, e o paciente tipicamente cobre o rosto com as mãos. Em maior escala, o paciente fugirá do visitante, escapando de suas vistas da forma que puder. A escopofobia manifesta-se mais entre mulheres do que entre homens.